# Hoppity va in città
Hoppity va in città (Mr. Bug Goes to Town), noto anche col titolo Il grillo parlante torna in città, è un film d'animazione del 1941, diretto da Dave Fleischer.
Prodotta da Max Fleischer – fratello del regista – e basata sul romanzo La vita delle api di Maurice Maeterlinck, la pellicola è nota per essere uno dei primi prototipi di film in 3D.

## Trama
Improvvisamente il grillo Hoppity ritorna nel proprio villaggio, dopo esserne stato assente per lungo tempo, venendo accolto calorosamente da tutti; i pensieri del grillo erano però principalmente rivolti alla sua amica d'infanzia Dolcezza, di cui era da molto tempo innamorato. Quasi in contemporanea, nel negozio di miele gestito dal bonario signor Calabrone (il padre di Dolcezza) arriva trafelata l'ape-scout Buzz, per avvertire la signora Coccinella che la sua casa sta andando a fuoco, a causa di un fiammifero gettato lì dagli umani. In realtà l'incendio era stato causato dal perfido signor Scarafaggio, anche lui interessato alla mano di Dolcezza, e che tramava nell'ombra coadiuvato dai propri scagnozzi, Swack la mosca e Smack lo zanzarone.
Hoppity decide allora di cercare un nuovo posto dove far trasferire l'intero villaggio, e trova il rigoglioso giardino dei coniugi Dickens, persone gentili e rispettose degli animali. Le macchinazioni del signor Scarafaggio portano però tutti i conoscenti di Hoppity, tranne il signor Calabrone e Dolcezza, a schierarsi contro di lui, costringendolo ad andarsene. Casualmente, Hoppity ha però modo di scoprire la verità: il signor Scarafaggio, Swat e Smack avevano nascosto un prezioso assegno inviato per posta ai Dickens (il marito, Dick, era infatti un compositore), con lo scopo di fargli vendere la casa e rendere il giardino uno spazio edificabile; così facendo, l'unica area in cui gli umani non avrebbero potuto mettere piede sarebbe stata quella in cui a suo tempo il signor Scarafaggio si era stabilito, con tutte le speculazioni che ne sarebbero conseguite.
I tre decidono allora di rapire Hoppity, rinchiudendolo nella busta dell'assegno, ma il grillo riesce a fuggire e a far raccogliere la lettera a un postino, che la consegnerà a destinazione. Nel frattempo al posto del giardino viene costruito un gigantesco grattacielo, ma con i soldi dell'assegno (e dei diritti d'autore della canzone scritta dal marito, che si era rivelata di grandissimo successo) i Dickens possono acquistare un attico e creare un nuovo spazio verde, ancor più rigoglioso del precedente. Dopo varie peripezie, l'intero villaggio – guidato da Hoppity – può quindi stabilirsi nella nuova area, una vera e propria "oasi" di pace e tranquillità; Hoppity viene così riabilitato agli occhi di tutti e può coronare il proprio sogno d'amore con Dolcezza.

## Produzione
La produzione del film iniziò subito dopo l'uscita de I viaggi di Gulliver, perché a causa dello sciopero dei dipendenti dei Fleischer Studios, lo spostamento degli Studios da New York a Miami e lo scarso incasso ricevuto con I viaggi di Gulliver, il produttore Max Fleischer pensava che un ulteriore film avrebbe potuto guadagnare i soldi necessari per saldare i debiti accumulati.
Il film – colorato con il Technicor bicolore e il Cinecolor – fu uno dei primi prototipi di pellicole in 3D e uscì il 5 dicembre 1941. Tuttavia, due giorni dopo – a causa dell'attacco giapponese a Pearl Harbor – gli Stati Uniti dovettero entrare in guerra; l'evento ebbe gravi ripercussioni sugli incassi della pellicola, che risultarono insufficienti: l'anno seguente Max Fleischer fu infatti costretto a chiudere i propri studi e cederli alla Paramount, che li trasformò nei Famous Studios.

## Colonna sonora
La colonna sonora del film si compone di otto brani.
1. Kenny Gardner – We're the Couple in the Castle (testo: Frank Loesser – musica: Hoagy Carmichael)
2. The Four Marshals, Stan Freed e Pauline Loth – Katy Did, Katy Didn't (testo: Frank Loesser – musica: Hoagy Carmichael)
3. I'll Dance at Your Wedding (Honey Dear) (testo: Frank Loesser – musica: Hoagy Carmichael)
4. Stan Freed e Pauline Loth – Be My Little Baby Bumble Bee (testo: Stanley Murphy – musica: Henry I. Marshall)
5. Stan Freed, Pauline Loth e Mae Queste – Boy Oh Boy (testo: Frank Loesser – musica: Sammy Timberg)
6. Jack Mercer – Bridal Chorus (Here Comes the Bride) (testo: Richard Wagner)
7. Reveille
8. Kenny Gardner – Where Do We Go From Here (Howard Johnson e Percy Wenrich)